# Aplikacja mobilna

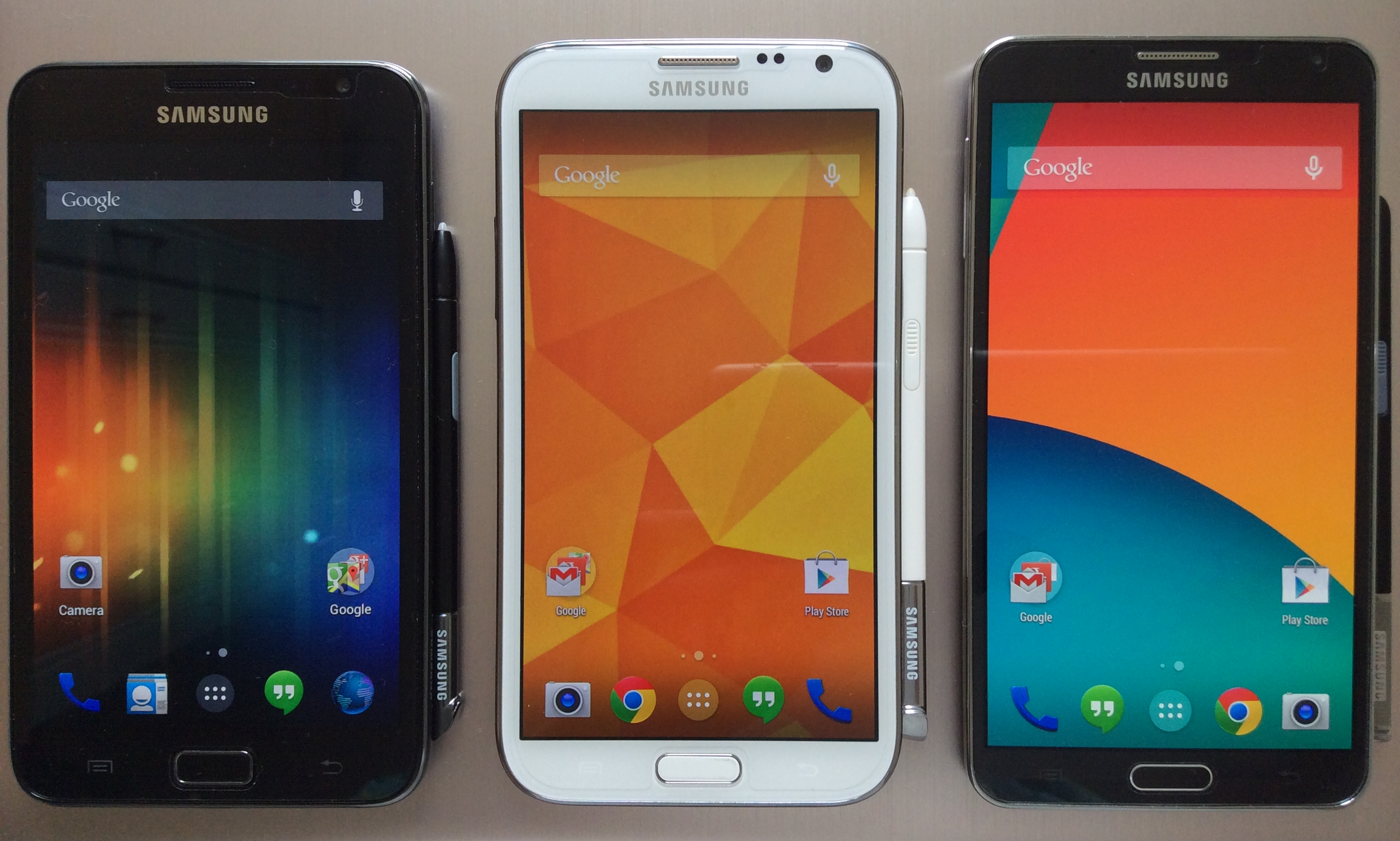
Telefony Samsung z systemem operacyjnym Android

Aplikacja mobilna (ang. mobile software, mobile application) – ogólna nazwa dla oprogramowania działającego na urządzeniach przenośnych, takich jak telefony komórkowe, smartfony, palmtopy, czy tablety.
Według ustawy o dostępności cyfrowej stron internetowych i aplikacji mobilnych podmiotów publicznych jest to publicznie dostępne oprogramowanie z interfejsem dotykowym zaprojektowane do wykorzystania na przenośnych urządzeniach elektronicznych, z wyłączeniem aplikacji przeznaczonych do użytku na przenośnych komputerach osobistych.
Przykładem zastosowania aplikacji mobilnych jest tzw. „bankowość mobilna”, która ułatwia klientom dostęp do konta bankowego z możliwością dokonywania operacji bankowych.
W zależności od celu oraz sposobu korzystania z nich, aplikacje mobilne można podzielić na:
- samodzielne – działające bez dostępu do internetu;
- klienckie – na potrzeby klienta, łączące z odpowiednim serwerem przez internet;
- internetowe – w postaci stron mobilnych;
- gry komputerowe.

Wraz ze wzrostem liczby użytkowników urządzeń mobilnych rośnie liczba oferowanych aplikacji mobilnych. Coraz więcej usługodawców próbuje dostosować swoje oferty do stylu życia swoich klientów i użytkowników. Dzięki temu zaawansowane usługi dostępne za pośrednictwem smartfonów i tabletów będą w przyszłości dźwignią rynku mobilnego. Aby uzyskać monopol prawny na nazwę aplikacji mobilnej, należy zarejestrować w Urzędzie Patentowym słowny znak towarowy. Monopol ograniczony jest do:
- wskazanych w zgłoszeniu towarów i usług;
- terytorium (np. Polski);
- czasu (ochrona trwa 10 lat z możliwością jej przedłużenia)[5].

## Ogólny opis
Większość urządzeń mobilnych jest sprzedawana z kilkoma aplikacjami w pakiecie jako wcześniej zainstalowane oprogramowanie, takie jak przeglądarka internetowa, klient poczty elektronicznej, kalendarz, mapy i aplikacja do kupowania muzyki, multimediów lub innych aplikacji. Niektóre wcześniej zainstalowane aplikacje można usunąć zwykłym procesem odinstalowania, dzięki czemu zostanie więcej wolnego miejsca na bardziej potrzebne aplikacje. Tam, gdzie oprogramowanie nie pozwala na to, niektóre urządzenia mogą być zrootowane, żeby pozbyć się niepotrzebnych aplikacji.
Aplikacje, które nie są wcześniej zainstalowane, zazwyczaj dostępne są na platformach zwanych sklepami z aplikacjami. Zaczęły pojawiać się w 2008 i są zwykle obsługiwane przez właścicieli mobilnego systemu operacyjnego, takiego jak Apple App Store, Google Play, Windows Phone Store i BlackBerry App World. Istnieją również niezależne sklepy takie jak Cydia, GetJar i F-Droid. Niektóre aplikacje są darmowe, a inne trzeba kupić. Zazwyczaj są one pobierane z danej platformy na urządzenie do tego przystosowane, ale czasami mogą być pobrane na laptopy lub komputery stacjonarne. W przypadku płatnych aplikacji zwykle 20–30% trafia do dystrybutora (takiego jak iTunes), a reszta idzie do producenta aplikacji. Tak więc ta sama aplikacja może różnić się ceną w zależności od platformy mobilnej.
Aplikacje także mogą być instalowane ręcznie, na przykład uruchamiając APK na urządzeniach z Androidem. Jednym z przykładów mogą być aplikacje bukmacherskie, które ze względu na kwestie prawne Google Play nie mogą zostać tam udostępnione. Z tego powodu większość bukmacherskich aplikacji mobilnych można ściągnąć tylko i wyłącznie bezpośrednio z serwisu internetowego bukmachera. Poza aplikacjami bukmacherskimi istnieje bardzo duża liczba kalkulatorów bukmacherskich, które są już dostępne.
Aplikacje mobilne były pierwotnie oferowane dla ogólnej produktywności i wyszukiwania informacji, wliczając pocztę elektroniczną, kalendarz, kontakty, rynek giełdowy i informacje o pogodzie. Jednak wymagania użytkowników i dostępność narzędzi programistycznych spowodowały szybką ekspansję do innych kategorii, takich jak te obsługiwane przez oprogramowanie komputerowe przeznaczone dla komputerów stacjonarnych.
Podobnie jak w przypadku innych programów, eksplozja pod względem liczby i różnorodności aplikacji sprawiła, że odkrycie ich stało się wyzwaniem, co z kolei doprowadziło do stworzenia szerokiej gamy źródeł opinii, rekomendacji, w tym blogów, czasopism i dedykowanych usług wyszukiwania aplikacji internetowych. W 2014 rządowe agencje regulacyjne zaczęły próbować regulować i kontrolować aplikacje, w szczególności aplikacje medyczne. Niektóre firmy oferują aplikacje jako alternatywną metodę dostarczania treści o pewnej przewadze nad oficjalną stroną internetową.
Korzystanie z aplikacji mobilnych staje się coraz powszechniejsze wśród użytkowników telefonów komórkowych. Z badania comScore z maja 2012 r. wynika, że w poprzednim kwartale więcej użytkowników mobilnych korzystało z aplikacji niż przeglądało Internet na swoich urządzeniach, odpowiednio: 51,1% i 49,8%. Naukowcy odkryli, że korzystanie z aplikacji mobilnych silnie koreluje z kontekstem użytkownika i zależy od lokalizacji użytkownika i pory dnia. Aplikacje mobilne odgrywają coraz większą rolę w opiece zdrowotnej. Gdy są poprawnie zaprojektowane i zintegrowane, mogą przynieść wiele korzyści.
Gartner, firma zajmująca się badaniem rynku, przewidziała, że w 2013 r. zostanie pobranych 102 miliardów aplikacji (z czego 91% darmowych), które wygenerują 26 miliardów dolarów w Stanach Zjednoczonych, co stanowi wzrost o 44,4% w porównaniu do 18 miliardów w 2012 roku. Do drugiego kwartału 2015 r. same sklepy Google Play i Apple wygenerowały 5 mld USD. Analitycy szacują, że rynek aplikacji generuje przychody w wysokości ponad 10 miliardów euro rocznie w Unii Europejskiej, podczas gdy w 28 krajach UE utworzono ponad 529 000 miejsc pracy z powodu rozwoju rynku aplikacji.